# Vuelos de Haya y Rodríguez
Los Vuelos de Haya y Rodríguez hacen referencia a unos Raids aéreos celebrados en la España de 1929, que fue protagonizado por los aviadores españoles Carlos de Haya González y Cipriano Rodríguez.

## Historia

Rutas de los grandes vuelos de la aviación española (1926-1936), incluyendo el vuelo a Guinea de Haya y Rodríguez.

En 1929, el Teniente Carlos de Haya González en el avión Breguet XIX modelo Gran Raid que con la matrícula 12~71 estaba asignado al Aeródromo de Cuatro Vientos, acompañando al capitán Cipriano Rodríguez, establece los récords de velocidad en circuito, sobre 5.000 y 2.000 km. sin carga, y 2.000 km. con 500 kg.
Dos años más tarde, en la Navidad de 1931, con el mismo aeroplano y formando tripulación, asimismo, con Cipriano Rodríguez, lleva a cabo el raid a la Guinea Española, cubriendo en una sola etapa los 4.300 kilómetros que separan a Sevilla de Bata, en un brillante y preciso vuelo de veinticuatro horas en el que sobrevuela el desierto del Sáhara y la selva del Níger.